# Bulbo do pênis
Pouco antes de cada crus do pênis encontrar o seu semelhante, eles apresentam um leve aumento, que Georg Ludwig Kobelt chamou de bulbo do corpo esponjoso do pênis.
É homólogo aos bulbos vestibulares nas mulheres.

## Imagens adicionais

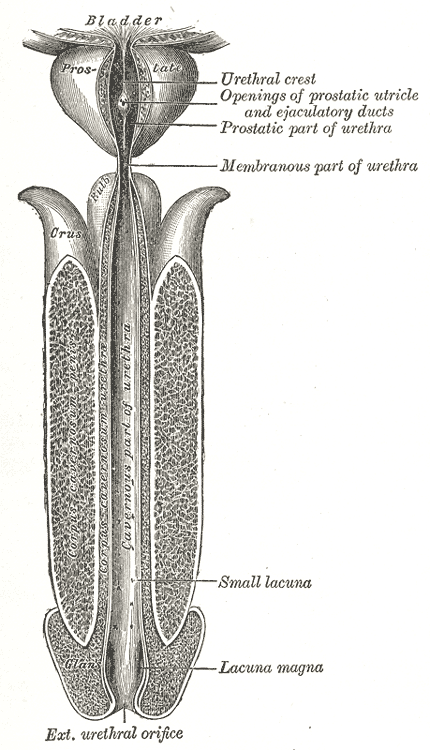
Uretra masculina.
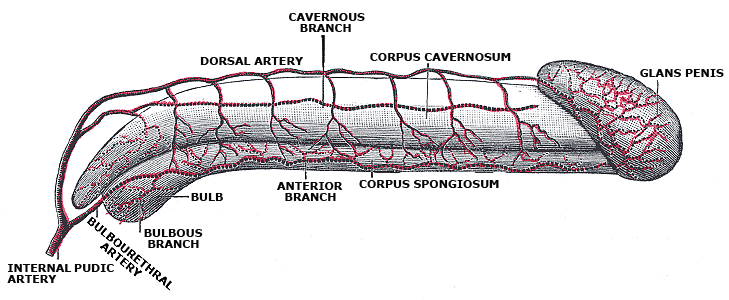
Diagrama das artérias do pênis.